# Lacapelle-Barrès
Pour les articles homonymes, voir Barrès et Lacapelle.
Lacapelle-Barrès est une commune française, située dans le département du Cantal en région Auvergne-Rhône-Alpes.

## Géographie

### Localisation
Lacapelle-Barrès est située sur un plateau constitué de coulées en basalte trachy-doléritique. Dans la région, entre les vallées du Brezons et du Goul, de part et d'autre de la vallée du Siniq, la couverture morainique a été modelée en un champ de drumlins orienté nord-sud. On trouve là une centaine de drumlins dont la forme en demi-œuf, en dos de baleine, rompt la monotonie du plateau.

### Communes limitrophes
Les communes limitrophes sont  Malbo, Pailherols et Thérondels.
|            |                      |       |
| Pailherols | Lacapelle-Barrès     | Malbo |
|            | Thérondels (Aveyron) |       |

### Hydrographie
La commune est parcourue par le ruisseau de Lacapelle-Barrès, affluent de la Bromme, elle-même affluent de la Truyère.

### Climat
Pour des articles plus généraux, voir Climat d'Auvergne-Rhône-Alpes et Climat du Cantal.
En 2010, le climat de la commune est de type climat de montagne, selon une étude du CNRS s'appuyant sur une série de données couvrant la période 1971-2000. En 2020, Météo-France publie une typologie des climats de la France métropolitaine dans laquelle la commune est exposée à un climat de montagne ou de marges de montagne et est dans la région climatique Ouest et nord-ouest du Massif Central, caractérisée par une pluviométrie annuelle de 900 à 1 500 mm, maximale en automne et en hiver.
Pour la période 1971-2000, la température annuelle moyenne est de 8 °C, avec une amplitude thermique annuelle de 15,4 °C. Le cumul annuel moyen de précipitations est de 1 404 mm, avec 13 jours de précipitations en janvier et 8,5 jours en juillet. Pour la période 1991-2020, la température moyenne annuelle observée sur la station météorologique de Météo-France la plus proche, sur la commune de Marmanhac à 20 km à vol d'oiseau, est de 10,6 °C et le cumul annuel moyen de précipitations est de 1 461,7 mm,. Pour l'avenir, les paramètres climatiques de la commune estimés pour 2050 selon différents scénarios d'émission de gaz à effet de serre sont consultables sur un site dédié publié par Météo-France en novembre 2022.

## Urbanisme

### Typologie
Au 1er janvier 2024, Lacapelle-Barrès est catégorisée commune rurale à habitat très dispersé, selon la nouvelle grille communale de densité à 7 niveaux définie par l'Insee en 2022.
Elle est située hors unité urbaine et hors attraction des villes,.

### Occupation des sols
L'occupation des sols de la commune, telle qu'elle ressort de la base de données européenne d’occupation biophysique des sols Corine Land Cover (CLC), est marquée par l'importance des territoires agricoles (57,5 % en 2018), en augmentation par rapport à 1990 (53,8 %). La répartition détaillée en 2018 est la suivante : 
prairies (42,9 %), milieux à végétation arbustive et/ou herbacée (40 %), zones agricoles hétérogènes (14,6 %), zones humides intérieures (2,6 %). L'évolution de l’occupation des sols de la commune et de ses infrastructures peut être observée sur les différentes représentations cartographiques du territoire : la carte de Cassini (XVIIIe siècle), la carte d'état-major (1820-1866) et les cartes ou photos aériennes de l'IGN pour la période actuelle (1950 à aujourd'hui).

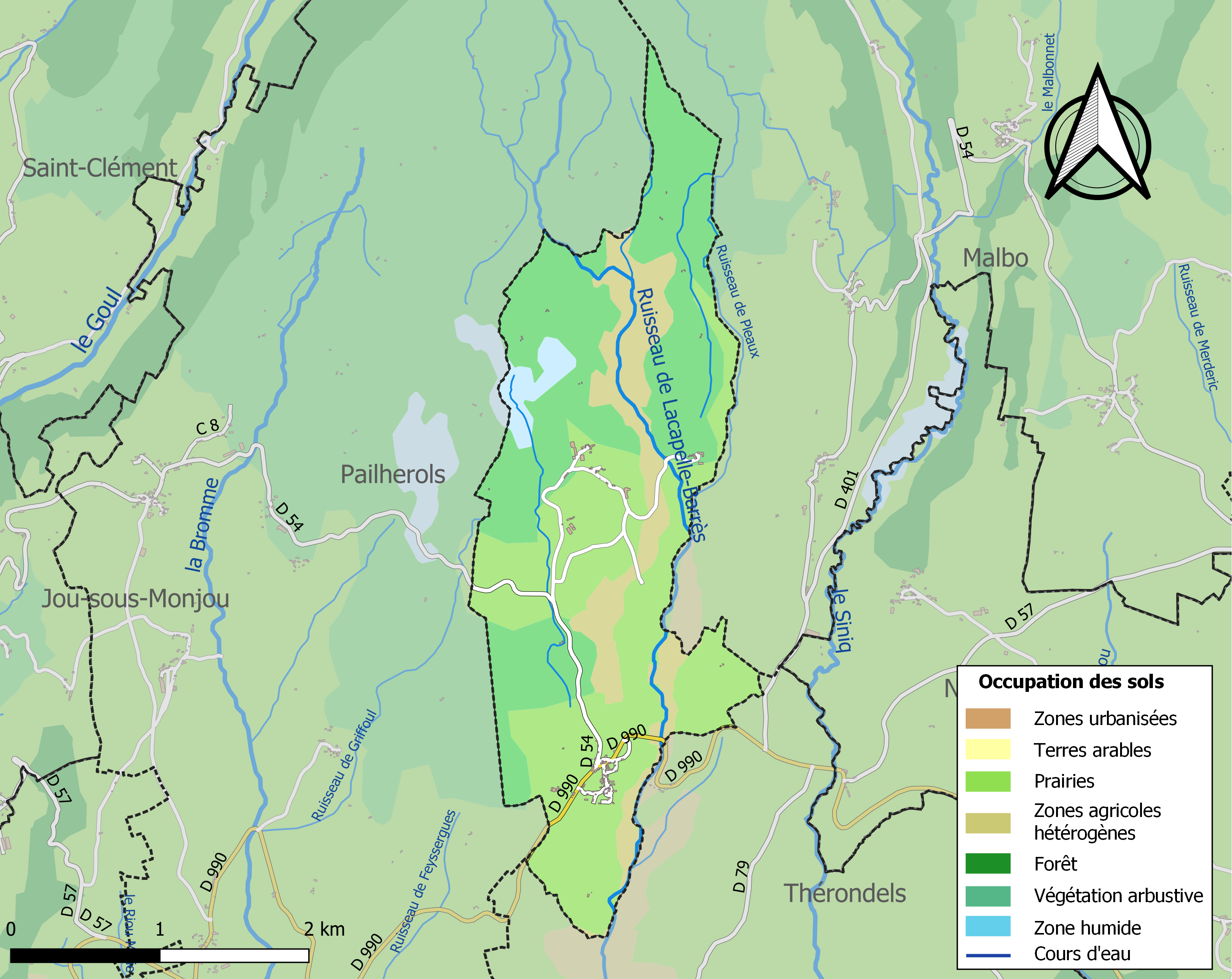
Carte des infrastructures et de l'occupation des sols de la commune en 2018 (CLC).

### Habitat et logement
En 2018, le nombre total de logements dans la commune était de 61, alors qu'il était de 59 en 2013 et de 59 en 2008.
Parmi ces logements, 47,3 % étaient des résidences principales, 49,5 % des résidences secondaires et 3,2 % des logements vacants. Ces logements étaient pour 88,7 % d'entre eux des maisons individuelles et pour 9,7 % des appartements.
Le tableau ci-dessous présente la typologie des logements à Lacapelle-Barrès en 2018 en comparaison avec celle du Cantal et de la France entière. Une caractéristique marquante du parc de logements est ainsi une proportion de résidences secondaires et logements occasionnels (49,5 %) supérieure à celle du département (20,4 %) et à celle de la France entière (9,7 %). Concernant le statut d'occupation de ces logements, 72,4 % des habitants de la commune sont propriétaires de leur logement (75,1 % en 2013), contre 70,4 % pour le Cantal et 57,5 pour la France entière.
| Typologie                                               | Lacapelle-Barrès | Cantal | France entière |
| ------------------------------------------------------- | ---------------- | ------ | -------------- |
| Résidences principales (en %)                           | 47,3             | 67,7   | 82,1           |
| Résidences secondaires et logements occasionnels (en %) | 49,5             | 20,4   | 9,7            |
| Logements vacants (en %)                                | 3,2              | 11,9   | 8,2            |

### Voies de communication et transports
Le bourg est situé à proximité de la RD 990, qui relie Saint-Flour à Aurillac en contournant les Monts du Cantal par le sud. Il est relié à Vic-sur-Cère par la RD 54.

## Politique et administration
| Période                                  | Période                        | Identité         | Étiquette | Qualité  |
| ---------------------------------------- | ------------------------------ | ---------------- | --------- | -------- |
| Les données manquantes sont à compléter. |                                |                  |           |          |
| avant 1988                               | ?                              | Antony Boyer     |           |          |
| mars 2001                                | mars 2008                      | Michel Taillefer |           |          |
| mars 2008                                | En cours (au 1er juillet 2020) | Richard Bonal    | DVD       | Retraité |

## Population et société

### Démographie

#### Évolution démographique
L'évolution du nombre d'habitants est connue à travers les recensements de la population effectués dans la commune depuis 1793. Pour les communes de moins de 10 000 habitants, une enquête de recensement portant sur toute la population est réalisée tous les cinq ans, les populations de référence des années intermédiaires étant quant à elles estimées par interpolation ou extrapolation. Pour la commune, le premier recensement exhaustif entrant dans le cadre du nouveau dispositif a été réalisé en 2004.

En 2022, la commune comptait 59 habitants, en stagnation par rapport à 2016 (Cantal : −1,08 %, France hors Mayotte : +2,11 %).
| 1793 | 1800 | 1806 | 1821 | 1831 | 1836 | 1841 | 1846 | 1851 |
| ---- | ---- | ---- | ---- | ---- | ---- | ---- | ---- | ---- |
| 164  | 197  | 221  | 252  | 245  | 270  | 225  | 189  | 196  |

| 1856 | 1861 | 1866 | 1872 | 1876 | 1881 | 1886 | 1891 | 1896 |
| ---- | ---- | ---- | ---- | ---- | ---- | ---- | ---- | ---- |
| 182  | 180  | 182  | 191  | 208  | 228  | 235  | 218  | 238  |

| 1901 | 1906 | 1911 | 1921 | 1926 | 1931 | 1936 | 1946 | 1954 |
| ---- | ---- | ---- | ---- | ---- | ---- | ---- | ---- | ---- |
| 248  | 209  | 208  | 193  | 200  | 169  | 161  | 167  | 160  |

| 1962 | 1968 | 1975 | 1982 | 1990 | 1999 | 2004 | 2006 | 2009 |
| ---- | ---- | ---- | ---- | ---- | ---- | ---- | ---- | ---- |
| 148  | 126  | 110  | 105  | 110  | 78   | 56   | 54   | 57   |

| 2014 | 2019 | 2022 | - | - | - | - | - | - |
| ---- | ---- | ---- | - | - | - | - | - | - |
| 57   | 58   | 59   | - | - | - | - | - | - |

#### Pyramide des âges
La population de la commune est relativement âgée. En 2018, le taux de personnes d'un âge inférieur à 30 ans s'élève à 24,2 %, soit un taux inférieur à la moyenne départementale (27,0 %). À l'inverse, le taux de personnes d'un âge supérieur à 60 ans (48,3 %) est supérieur au taux départemental (35,5 %).
En 2018, la commune comptait 28 hommes pour 30 femmes, soit un taux de 51,72 % de femmes, supérieur au taux départemental (51,13 %).
Les pyramides des âges de la commune et du département s'établissent comme suit :
| Hommes | Classe d’âge | Femmes |
| ------ | ------------ | ------ |
| 3,6    | 90 ou +      | 3,3    |
| 14,3   | 75-89 ans    | 23,3   |
| 28,6   | 60-74 ans    | 23,3   |
| 10,7   | 45-59 ans    | 10,0   |
| 21,4   | 30-44 ans    | 13,3   |
| 7,1    | 15-29 ans    | 13,4   |
| 14,3   | 0-14 ans     | 13,3   |

| Hommes | Classe d’âge | Femmes |
| ------ | ------------ | ------ |
| 1,2    | 90 ou +      | 3,1    |
| 10,1   | 75-89 ans    | 13,5   |
| 22,9   | 60-74 ans    | 22,6   |
| 21,8   | 45-59 ans    | 20,5   |
| 16,1   | 30-44 ans    | 15,2   |
| 13,8   | 15-29 ans    | 11,9   |
| 14,2   | 0-14 ans     | 13,3   |

## Culture locale et patrimoine

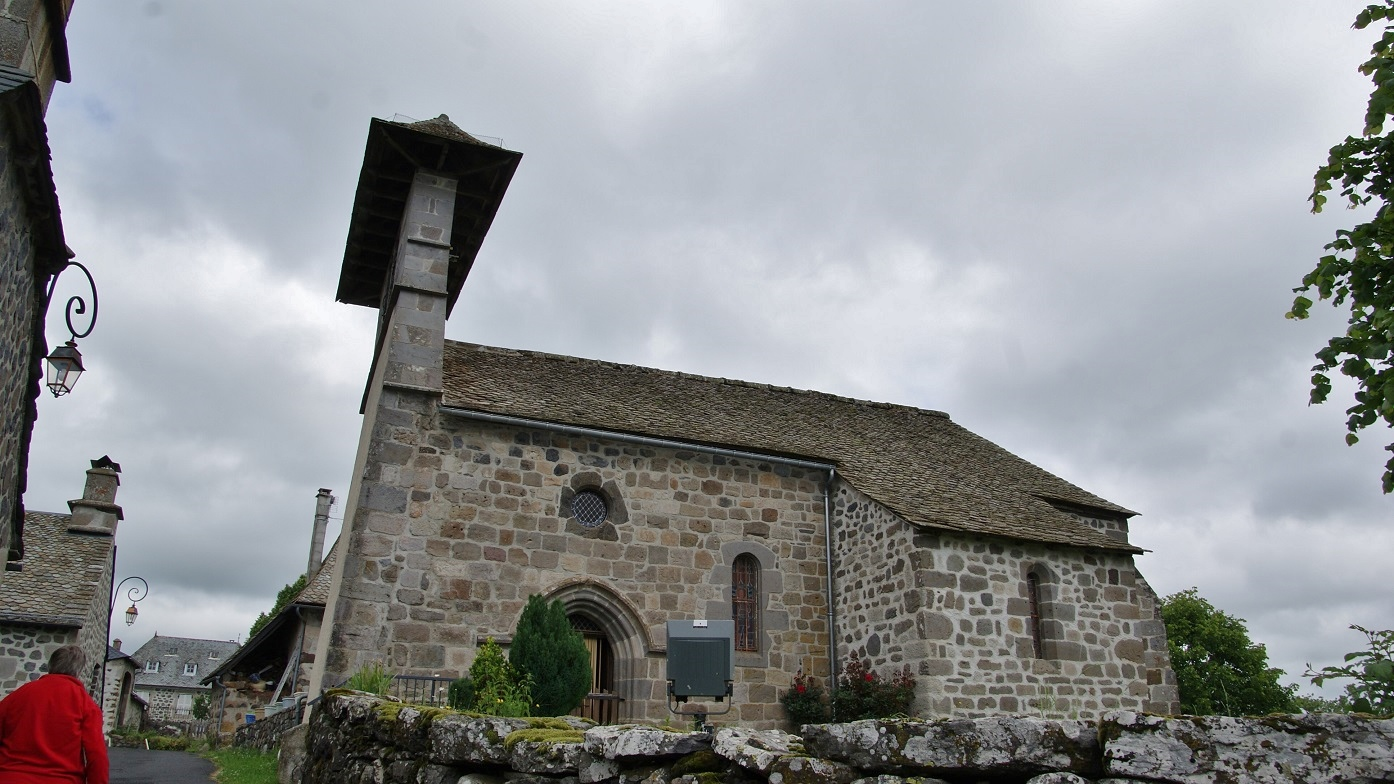
Église Saint-Julien.

### Lieux et monuments
- Église Saint-Julien